# Бен-Галь, Авигдор
Авигдор «Януш» Бен-Галь (первоначально Януш Людвиг Голдлюст; ивр. אביגדור (יאנוש) בן-גל‎; 14 мая 1936, Лодзь — 13 февраля 2016) — израильский военный, генерал-майор Армии обороны Израиля.

## Биография
Родился в польском городе Лодзь. Ему было три года, когда началась Вторая мировая война. После вторжения немецких войск на территорию Польши семья Голдлюст перебралась в СССР. Там польские евреи были обвинены в шпионаже и сосланы в Сибирь. Его родители, Яков и Юна, пропали в ссылке, а ему и его сестре Илоне удалось выжить благодаря тому, что группе польских детей, в том числе евреев, в 1943 году было разрешено выехать с польской армией через Иран в Палестину. В дальнейшем эта группа получила название «Тегеранские дети». Януш и его сестра воспитывались в семье дальнего родственника.
В 1955 году, после провозглашения независимости Израиля и окончания Арабо-израильской войны (1947—1949), Бен-Галь был призван в армию, в танковые части. Во время «Суэцкой войны» принял участие в боевых действиях. После войны закончил офицерские курсы. Он хотел стать врачом, но по окончании службы остался в армии. В октябре 1960 года сменил официально имя на Авигдор Бен-Галь, хотя в армии его продолжали называть Януш. В 1962—1964 годах учился на военных командных курсах во Франции. Во время «Шестидневной войны» командовал разведывательными подразделениями 200-й бригады, которая прорвалась через египетские укрепления на Синае. Был ранен, когда его джип подорвался на мине. Во время войны на истощение командовал 77-м бронетанковым батальоном «Оз» на побережье Суэцкого канала. Во время «Войны Судного дня» командовал 7-й бронетанковой бригадой, которая задержала наступление сирийской армии на Голанских высотах. Бен-Галь предвидел войну за две недели до ее начала, и начал подготовку своей бригады. Так как угроза войны не воспринималась всерьез в Израиле в то время, его заклеймили как «сумасшедшего». Тем не менее, когда разразилась война, его бригада была единственным подразделением в состоянии полной готовности. Героические действия 7-й бронетанковой бригады, а также личный героизм и командование Бен-Галя, по мнению многих, были решающим фактором в израильской победе над Сирией.
В 1977 году стал командующим Северным военным округом. Эту должность он занимал до 1981 года. Командовал войсками во время антитеррористических операций «Литани», «Листопад», «Семисвечник», «Кровный человек», «Конвой», «Фиалка» и «Гарпун». В 1981—1983, в том числе и во время Первой ливанской войны, командовал 446 корпусом (Северным). В 1983 году, после неудачной попытки стать начальником генерального штаба (был избран Моше Леви), вышел в отставку.
С 1996 года по 2002 год Бен-Галь был председателем совета директоров Israel Aerospace Industries. Он также входил в состав Совета по международной политике Института международной политики по борьбе с терроризмом.
Был трижды женат. В первом браке двое детей — Галит и Авнер (известный художник), во втором трое — Давид, Йонатан и Шауль. В 1996 году вступил в третий брак с Авиталь. В этом браке родились близнецы Тоар и Илай.